# Енріко Голінуччі
Енріко Голінуччі (італ. Enrico Golinucci, нар. 16 липня 1991) — санмаринський футболіст, півзахисник, нападник клубу «Лібертас».
Виступав, зокрема, за клуб «Доманьяно», а також національну збірну Сан-Марино.

## Клубна кар'єра
У дорослому футболі дебютував 2011 року виступами за команду «Доманьяно», в якій провів два сезони, взявши участь у 33 матчах чемпіонату.
До складу клубу «Лібертас» приєднався 2013 року. Станом на 3 березня 2020 року відіграв за команду з Борго-Маджоре 127 матчів у національному чемпіонаті.

## Виступи за збірні
Протягом 2010–2015 років залучався до складу молодіжної збірної Сан-Марино. На молодіжному рівні зіграв у 10 офіційних матчах.
У 2014 році дебютував в офіційних матчах у складі національної збірної Сан-Марино.
| Дата       | Місто              | Господарі         | Результат | Гості      | Турнір                               | Голи | Примітки |
| ---------- | ------------------ | ----------------- | --------- | ---------- | ------------------------------------ | ---- | -------- |
| 15-11-2014 | Серравалле         | Сан-Марино        | 0 – 0     | Естонія    | Відбір до ЧЄ 2016                    | -    | 77'      |
| 31-3-2015  | Ешен (Ліхтенштейн) | Ліхтенштейн       | 1 – 0     | Сан-Марино | товариський матч                     | -    | 75'      |
| 9-10-2015  | Санкт-Галлен       | Швейцарія         | 7 – 0     | Сан-Марино | Відбір до ЧЄ 2016                    | -    | 83'      |
| 8-10-2016  | Белфаст            | Північна Ірландія | 4 – 0     | Сан-Марино | Відбір до ЧС 2018                    | -    | 71'      |
| 22-2-2017  | Серравалле         | Сан-Марино        | 0 – 2     | Андорра    | товариський матч                     | -    | 46'      |
| 19-3-2017  | Серравалле         | Сан-Марино        | 0 – 2     | Молдова    | товариський матч                     | -    | 80'      |
| 11-9-2018  | Серравалле         | Сан-Марино        | 0 – 3     | Люксембург | Ліга націй УЄФА 2018-2019 - 1-й етап | -    | 88'      |
| 12-10-2018 | Кишинів            | Молдова           | 2 – 0     | Сан-Марино | Ліга націй УЄФА 2018-2019 - 1-й етап | -    | 84'      |
| 15-10-2018 | Люксембург         | Люксембург        | 3 – 0     | Сан-Марино | Ліга націй УЄФА 2018-2019 - 1-й етап | -    | 85'      |
| 15-11-2018 | Серравалле         | Сан-Марино        | 0 – 1     | Молдова    | Ліга націй УЄФА 2018-2019 - 1-й етап | -    |          |
| 18-11-2018 | Серравалле         | Сан-Марино        | 0 – 2     | Білорусь   | Ліга націй УЄФА 2018-2019 - 1-й етап | -    |          |
| 21-3-2019  | Нікосія            | Кіпр              | 5 – 0     | Сан-Марино | Відбір до ЧЄ 2020                    | -    | 21'      |
| 24-3-2019  | Серравалле         | Сан-Марино        | 0 – 2     | Шотландія  | Відбір до ЧЄ 2020                    | -    |          |
| 8-6-2019   | Саранськ           | Росія             | 9 – 0     | Сан-Марино | Відбір до ЧЄ 2020                    | -    |          |
| 11-6-2019  | Нур-Султан         | Казахстан         | 4 – 0     | Сан-Марино | Відбір до ЧЄ 2020                    | -    | 46'      |
| 6-9-2019   | Серравалле         | Сан-Марино        | 0 – 4     | Бельгія    | Відбір до ЧЄ 2020                    | -    | 66'      |
| 10-10-2019 | Брюссель           | Бельгія           | 9 – 0     | Сан-Марино | Відбір до ЧЄ 2020                    | -    |          |
| 16-11-2019 | Серравалле         | Сан-Марино        | 1 – 3     | Казахстан  | Відбір до ЧЄ 2020                    | -    |          |
| Усього     |                    | Матчів            | 18        |            | Голів                                | 0    |          |